# Songül
Songül ist ein türkischer weiblicher Vorname türkischer und persischer Herkunft mit der Bedeutung „die letzte Rose“. Er wird auch vergeben, wenn die Eltern keine weiteren Kinder oder keine weiteren Mädchen mehr möchten.

## Bekannte Namensträgerinnen
- Songül Karli (* 1973), türkisch-alevitische Sängerin
- Songül Öden (* 1979), türkische Schauspielerin